# تسرب طين الفحم في مقاطعة مارتن

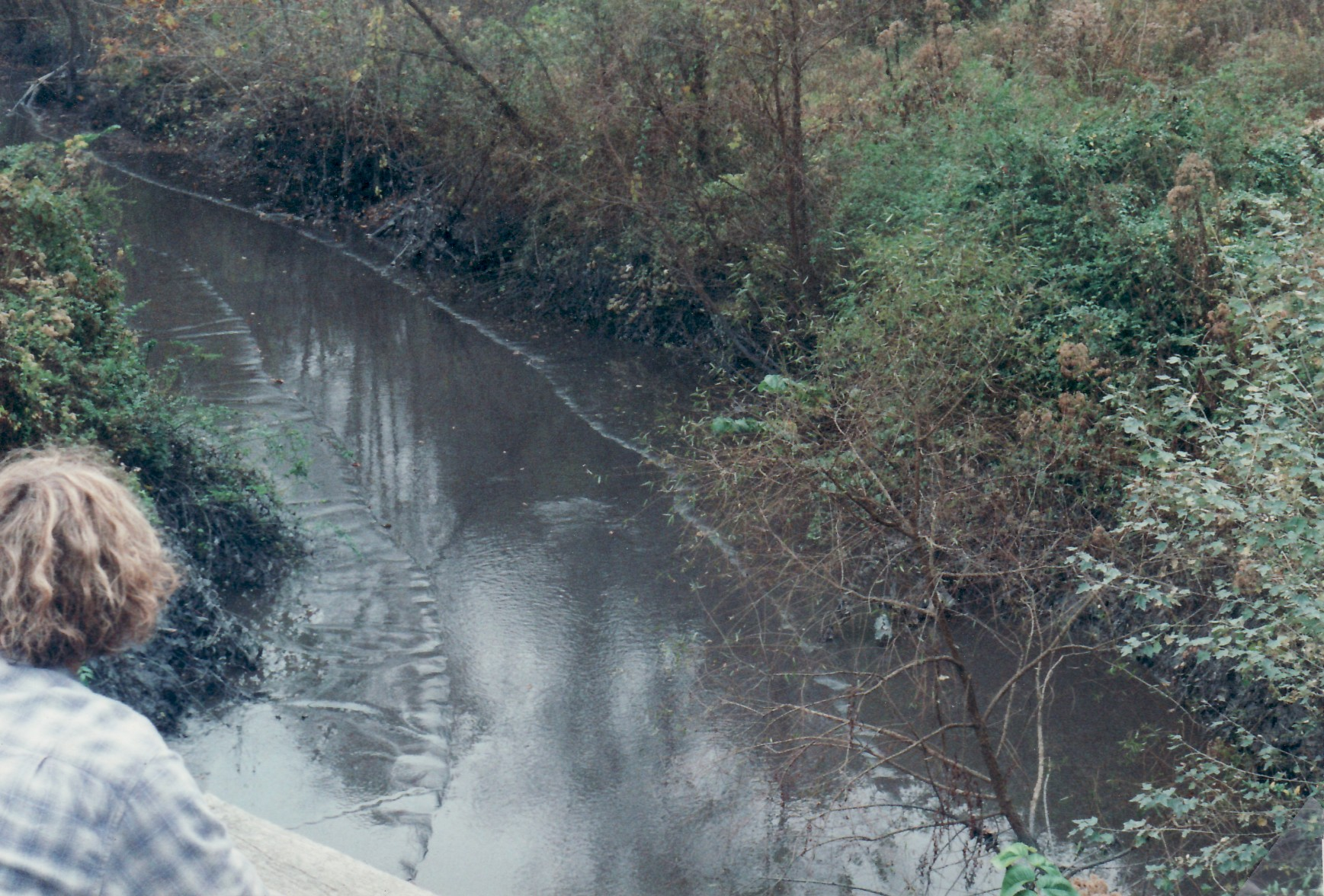
الحمأة والطين في المياة

تسرب طين الفحم في مقاطعة مارتن كان حادث تعدين وقع بعد منتصف ليل 11 أكتوبر 2000، عندما اقتحم الجزء السفلي من مستودع طين الفحم المملوك لشركة ميسي للطاقة في مقاطعة مارتن، كنتاكي، منجم مهجور تحت الأرض. خرج الطين من فتحات المنجم مرسلاً ما يقدر بنحو 306 مليون جالون أمريكي (1.16 مليون متر مكعب أو 1.16 مليار لتر) من الطين أسفل روافد نهر توج فورك. بحلول الصباح كان وولف كريك ينضح بالنفايات السوداء في كولد ووتر فورك، وأصبح تيار بعرض 10 أقدام (3.0 متر) وعبارةً عن مساحة 100 ياردة (91 م) من الملاط السميك.
تسبب التسرب الذي احتوى على الزرنيخ والزئبق في قتل كل شيء في الماء. كان على عمق أكثر من خمسة أقدام في بعض الأماكن وغطى ساحات السكان المجاورة. أدى الانسكاب إلى تلويث مئات الأميال (200-300 ميل أو 300-500 كم) من نهر بيج ساندي وروافده ونهر أوهايو. تم تلوث إمدادات المياه لأكثر من 27.000 من السكان، وقتلت جميع الأحياء المائية في كولدووتر فورك وولف كريك. كان التسرب أكبر بثلاثين مرة من التسرب النفطي لشركة إكسون فالديز، حيث تسرب 12 مليون جالون أمريكي (45000 متر مكعب أو 45 مليون لتر). كانت واحدة من أسوأ الكوارث البيئية على الإطلاق في جنوب شرق الولايات المتحدة وفقًا لوكالة حماية البيئة الأمريكية. في عام 2001 أمرت وكالة حماية البيئة شركة ميسي للطاقة بتنظيف واستعادة المناطق المتضررة في مقاطعة مارتن. اتخذت وكالة حماية البيئة تدابير للتحقيق في هذا الموقع، ووضع خطط الترميم. بعد عقد من الزمان لا تزال هناك مشكلات تتعلق بجودة المياه في مقاطعة مارتن، ولا يزال الناس يجدون الحمأة والطين في مياههم السطحية مثل الجداول.
تم تجاوز حجم التسرب من خلال تسرب ملاط الرماد المتطاير للفحم في كينغستون فوسيل بلانت في عام 2008. منذ هذا الانسكاب بذلت إدارة سلامة المنجم والصحة جهودًا لمنع حدوث ذلك في المستقبل من خلال تنفيذ لوائح أحواض الطين الجديدة. تتضمن بعض جهود وكالة حماية البيئة زيادة تدريب الموظفين، ومطالبة مهندسي التعدين بإجراء تحقيقات شاملة في مناطق احتجاز التعدين.

## الغموض المحيط بالكارثة
أشرفت وزيرة العمل الأمريكية إيلين تشاو زوجة السناتور ميتش ماكونيل وهو جمهوري من كنتاكي، على إدارة السلامة والصحة في المناجم في ذلك الوقت. في عام 2002 تم فرض غرامة فيدرالية قدرها 5.600 دولار (ما يعادل 8000 دولار اليوم) على شركة ماسي للطاقة، وتم دفعها لاحقًا. عندما وصلت إدارة بوش إلى السلطة قاموا باختصار التحقيق حيث كانت شركة ماسي للطاقة مساهما سخيًا في الحزب الجمهوري. بالإضافة إلى ذلك هدفت رئاسة بوش إلى توسيع إنتاج الطاقة والموارد في الولايات المتحدة، وبالتالي خففت اللوائح.

### كاشف الفساد
كان جاك سبادارو المُبلغ عن المخالفات الذي عمل في الموارد الطبيعية والتعدين، أحد المحققين الرئيسيين الذين نظروا في الانسكاب. لقد أبلغ عن أدلة تظهر أن الإدارة والمهندسين الذين كانوا يبحثون عن المصالح الفضلى للناس كانوا على دراية بحدوث تسرب آخر في نفس المنطقة من عام 1994 فصاعدًا، لكنهم لم يفرجوا عن المعلومات للجمهور مطلقًا وقاموا بتغطيتها بدلاً من ذلك.
على وجه التحديد جادل سبادارو بأن إدارة بوش كانت تستر على حادث مقاطعة مارتن. اشتكى سبادارو من أن الإدارة الجديدة منحت عقودًا مربحة للعمل في الأكاديمية الوطنية للصحة والسلامة في المناجم للأصدقاء، وأن إدارة السلامة تم تقسيمها إلى 186 عقدًا أصغر. ونفة إدارة السلامة الاتهامات.
في 4 يونيو 2003 بدأ عملاء الحكومة غربلة وثائق سبادارو في مكتبه. وقد تم حبسه ووضعه في إجازة إدارية إجبارية. في النهاية تم إغلاق التحقيق وتم تجاهل أدلة سبادارو.